# كهف موينهوس فيلهوس
كهف موينهوس فيلهوس (بالبرتغالية: Gruta de Moinhos Velhos‏) هي واحدة من أهم أنظمة الكهوف المعروفة في البرتغالية بـMaciço Calcário Estremenho، على امتداد حوالي 9 كم.